# فردریک میتران
فردریک میتران (به فرانسوی: Frédéric Mitterrand)، سیاستمدار، بازیگر، تهیه‌کننده و کارگردان، فرانسوی بود. او در دوره ریاست جمهوری نیکلاس سارکوزی، وزیر فرهنگ فرانسه بود.
فردریک میتران، برادرزاده فرانسوا میتران رئیس‌جمهور اسبق فرانسه بود.
او در کتاب خاطراتش که در سال ۲۰۰۵ منتشر شد اذعان کرد که همجنسگرا است..
در سال ۱۳۹۸ فرح پهلوی، شهبانوی پیشین ایران، نشان عضویت آکادمی هنرهای زیبای فرانسه را به فردریک میتران، اهدا کرد.

## جنجال‌ها
او متهم به ارتباط جنسی در قبال پرداخت پول با «پسرهای جوان» در تایلند بوده است. وی می‌گوید که حاضر نیست به دلیل این کار از مقامش استعفا دهد.